# 簡家瑋
簡家瑋（1974年9月22日—）為台灣男演員，長期拍攝三立台灣台《戲說台湾》與各家電視台的閩南語戲劇。

## 戏剧

### 三立台灣台
| 年份                          | 劇名                                    | 角色                       | 備註 |
|                               | 戲說台灣《一顆紅蛋》                    | 明進                       | 舊戲說台灣『處女秀』~ |
| 2002年                        | 戲說台灣《養女廟》                      | 陳順毅                     | |
| 2002年3月11日-3月15日         | 戲說台灣《軟蝦穴》                      | 李貴                       | |
| 2002年3月25日-3月29日         | 戲說台灣《夜弄石頭公》                  | 洪天齡                     | |
| 2002年4月15日-4月19日         | 戲說台灣《呂祖廟燒金》                  | 玄明師                     | |
| 2003年2月17日-2月21日         | 戏说台湾《猪公穴传奇》                  | 两光师                     | |
| 2003年3月3日-3月7日           | 戏说台湾《刀魂奇案》                    | 阿才                       | |
| 2003年3月31日-4月4日          | 戏说台湾《雷公鳥傳奇》                  | 林再添                     | |
| 2003年4月21日-4月25日         | 戲說台灣《暗街仔的一蕊花》              | 兩光                       | |
| 2003年5月5日-5月9日           | 戲說台灣《檳榔西施》                    | 兩光                       | |
| 2003年5月26日-5月30日         | 戏说台湾《紅頭師公》                    | 林水旺                     | |
| 2003年6月23日-6月27日         | 戏说台湾《桃花女鬥周公》                | 阿泉                       | |
| 2003年9月22日-9月26日         | 戏说台湾《紅扁擔傳奇》                  | 北港                       | |
| 2003年10月13日-10月17日       | 戲說台灣《澎湖招郎庄》                  | 趙武雄                     | |
| 2003年11月24日-11月28日       | 戲說台灣《痘公痘婆》                    | 陳英男                     | |
| 2004年2月2日-2月6日           | 戏说台湾《飛天龍銀》                    | 阿勇                       | |
| 2004年2月23日-2月27日         | 戲說台灣《七星斬桃花》                  | 文財                       | |
| 2004年3月15日-3月19日         | 戏说台湾《大龍峒棋王》                  | 文海                       | |
| 2004年4月5日-4月9日           | 戲說台灣《三寶土地公坑》                | 清宏                       | |
| 2004年6月21日-6月25日         | 戲說台灣《白賊七弄好鼻師》              | 白賊七                     | |
| 2004年7月12日-7月16日         | 戏说台湾《烏瓦窯怪譚》                  | 張志祥                     | |
| 2004年8月23日-9月10日         | 戲說台灣《雞母穴》                      | 陳寶昌                     | |
| 2004年9月27日-10月1日         | 戏说台湾《财神金孔雀》                  | 李世清                     | |
| 2004年10月25日-10月29日       | 戲說台灣《竹山照鏡台》                  | 林有銘                     | |
| 2004年11月1日-11月5日         | 戏说台湾《喢著猴齐天》                  | 世昌                       | |
| 2004年12月13日-12月24日       | 戏说台湾《鹿港送肉粽》                  | 濟世                       | |
| 2005年2月14日-2月18日         | 戲說台灣《金雞報喜》                    | 陳文斌                     | |
| 2005年3月14日-3月18日         | 戲說台灣《冤家石》                      | 兩光師                     | |
| 2005年4月25日-5月20日         | 戏说台湾《铁甲元帅》                    | 樊亮                       | |
| 2005年8月22日-8月26日         | 戏说台湾《聖母的權狀》                  | 林錦華                     | |
| 2005年9月26日-10月7日         | 戏说台湾《无头轿洗奇冤》                | 张文贤                     | |
| 2005年11月21日-11月25日       | 戏说台湾《生死情缘》                    | 吉祥 神雕                  | |
| 2006年1月20日                 | 戏说台湾《澎湖嫁棺材》                  | 陳长贵                     | |
| 2006年1月23日-2月3日          | 戲說台灣《黃金厝》                      | 林旺來                     | |
| 2006年8月21日-9月15日         | 戏说台湾《水雞變親家》                  | 柳青                       | |
| 2007年4月9日-4月13日          | 戲說台灣《滬尾豬哥石》                  | 陳福興                     | |
| 2007年2月26日-3月2日          | 戏说台湾《神犬奇缘》                    | 哮犬天                     | |
| 2007年9月10日-9月14日         | 戏说台湾《蟾蜍配凤凰》                  | 蟾蜍精                     | |
| 2007年11月12日-11月23日       | 戲說台灣《怪火村》                      | 李文忠                     | 後5集登場 |
| 2008年4月28日-5月9日          | 戏说台湾《陈靖姑渡血劫》                | 刘平                       | |
| 2008年7月7日-7月11日          | 戏说台湾《石母乳傳奇》                  | 許慶輝                     | |
| 2008年8月4日-8月29日          | 戏说台湾《蹺腳仔收陳守娘》              | 陳文章                     | |
| 2008年9月1日-9月26日          | 戏说台湾《麦寮还魂奇谭》                | 江番薯                     | |
| 2008年10月13日-10月31日       | 戏说台湾《五毒囝仔神》                  | 郭阿西                     | |
| 2008年12月29日-2009年1月16日  | 戏说台湾《南方澳金妈祖》                | 蔡英俊                     | |
| 2009年3月16日-2009年3月20日   | 戏说台湾《包公侧鬼母》                  | 田七                       | |
| 2009年3月25日-3月29日         | 戏说台湾《電母掠閃電賊》                | 张阿草                     | |
| 2009年5月11日-5月15日         | 戏说台湾《媽祖坐牢一百年》              | 孔马超                     | |
| 2009年7月13日-7月24日         | 戏说台湾《送子婆姐》                    | 黄世坤                     | |
| 2009年8月17日-8月21日         | 戏说台湾《蓋魂》                        | 趙天霸                     | |
| 2009年11月9日-11月13日        | 戏说台湾《灵猫弄十八王公》              | 黑龙                       | |
| 2009年12月21日-12月25日       | 戏说台湾《暴牙关公》                    | 张孝呆                     | |
| 2010年1月4日-2010年1月8日     | 戲說台灣《仙姑蛋》                      | 天民                       | |
| 2010年1月11日-1月15日         | 戏说台湾《五庄王渡杀人魔》              | 张阿牛                     | |
| 2010年3月22日-3月26日         | 戏说台湾《不孝子娶虎姑婆》              | 虎精                       | |
| 2010年4月19日-4月23日         | 戏说台湾《媽祖失蹤一百天》              | 萬昌                       | |
| 2010年5月10日-5月14日         | 戏说台湾《魁星爺掠賊偷》                | 林武顺                     | |
| 2010年5月20日                 | 戏说台湾《傀儡告阴状》                  | 文判官 谢天惜              | |
| 2010年7月12日-7月16日         | 戏说台湾《城隍爷娶细姨》                | 钱士钧                     | |
| 2010年7月26日-8月6日          | 戏说台湾《狗人问天劫》                  | 萧火德 火龙师 阿狗         | |
| 2010年9月27日-10月1日         | 戏说台湾《賣妻》                        | 萬金来                     | |
| 2010年10月25日-10月29日       | 戏说台湾《万丹胭脂沟》                  | 许建成                     | |
| 2011年1月17日-1月28日         | 戏说台湾《阿彌陀佛碑》                  | 縣太爺                     | |
| 2011年3月21日-3月25日         | 戏说台湾《散仙旅社》                    | 昌明                       | |
| 2011年4月11日-4月15日         | 戏说台湾《椅仔姑》                      | 黃水金                     | |
| 2011年5月2日-5月6日           | 戏说台湾《鸡啼三声不同命》              | 金富贵                     | |
| 2011年7月4日-7月15日          | 戏说台湾《北港妈的慈悲》                | 明进                       | |
| 2011年7月18日-9月9日          | 戏说台湾《济公十八嫁》                  | 金春富 一阵风              | 第三部百年大戲，分成三單元，第一個穿越時空的傳奇大戲，此為第二單元 |
| 2011年9月15日-11月16日        | 《鳥來伯與十三姨》                      |                            | |
| 2011年9月15日-11月16日        | 《家和万事兴》                          | 阿伟                       | 登場集數 第221集-第222集 第224集 第240集-第241集 第247集-第251集 第253集-第254集 第263集、第265集 |
| 2011年11月21日-2012年1月13日  | 戏说台湾《天公点状元》                  | 未知                       | 第四部百年大戲 |
| 2012年2月13日-2月17日         | 戏说台湾《通天神柱》                    | 通天神柱 神柱              | |
| 2012年2月27日-3月9日          | 戏说台湾《男观音娶親》                  | 关家伟 观音                | |
| 2012年3月19日-3月23日         | 戏说台湾《拿枪的神明》                  | 红旗公 蔡阿乖              | |
| 2012年4月16日-4月20日         | 戏说台湾《虎爷祖渡无尾虎》              | 蔡永顺                     | |
| 2012年5月14日-5月18日         | 戏说台湾《金孔雀肖娶某》                | 孔金                       | |
| 2012年6月4日-6月8日           | 戏说台湾《無某無猴羅漢仙》              | 阿仓                       | |
| 2012年6月18日-6月22日         | 戏说台湾《土地公还俗》                  | 王建成                     | |
| 2012年7月30日-8月3日          | 戏说台湾《转世仙姑》                    | 张忠义                     | |
| 2012年10月15日-10月26日       | 戏说台湾《三太子疼戇人》                | 施正辉                     | |
| 2012年11月5日至11月30日       | 戏说台湾《天官武财神》                  | 许玉龙                     | 第二部傳奇大戲 |
| 2012年12月10日至2013年1月11日 | 戏说台湾《玄壇元帥》                    | 延平郡王                   | 第一個播出45集的經典大戲 |
| 2013年2月18日-2月22日         | 戏说台湾《月老逼红鸾》                  | 刘书伍                     | 月老系列 第一單元 |
| 2013年3月4日-3月8日           | 戏说台湾《青春不老翁》                  | 不死火鸟                   | |
| 2013年3月25日-3月29日         | 戏说台湾《人面瘤》                      | 杨清华                     | |
| 2013年4月15日-2013年6月14日   | 戏说台湾《钱来也》                      | 中野秀夫                   | 百年大戲 |
| 2013年8月12日-8月16日         | 戏说台湾《纸人报恩》                    | 孙阿卒                     | |
| 2013年8月19日至10月11日       | 戏说台湾《福星土地公》                  | 张海 金海                  | 2013年第2部百年大戲總共40集 |
| 2013年11月26日至12月6日       | 戏说台湾《諸羅文財神 一枝草一點露》     | 何庆祥 陈全                | 諸羅文財神 第四單元 |
| 2014年1月20日-1月29日         | 戏说台湾《包公判陰陽 包青天怒鍘薄情郎》 | 周虎                       | 2013年第4部百年大戲總共38集，分四單元，此為第四單元 |
| 2014年2月17日-2014年3月7日    | 戏说台湾《求子紅圓慶元宵》              | 李在中                     | 全劇共15集 |
| 2014年4月28日-5月9日          | 戏说台湾《周成过台湾》                  | 周元                       | |
| 2014年6月2日-6月13日          | 戏说台湾《大某的守護神》                | 施文才                     | 月老系列 第三單元 |
| 2014年8月18日-8月22日         | 戏说台湾《基隆七号房惨案》              | 丁俊强                     | |
| 2014年9月15日-9月19日         | 戏说台湾《大肚妈求子奇谭》              | 万能                       | |
| 2014年9月22日-2015年2月24日   | 《世间情》                              | 陈宗伟                     | 登場集數 第217集-第226集 第234集 第238集-第239集 第243集、第246集 第248集、第251集 第258集-第261集 第264集-第267集 第272集-第273集 第279集、第283集 第291集-第293集 第297集、第303集 第306集-第308集 第322集、第327集 |
| 2015年1月30日                 | 《阿母》                                | 筑梦基金会创意绘画比赛主任 | 第25集 |
| 2015年2月2日-2月13日          | 戏说台湾《傀儡牵姻缘》                  | 陈再生 陈万生              | |
| 2015年3月30日-4月10日         | 戏说台湾《大新妇的咒谶》                | 王清命 王天师              | |
| 2015年5月11日-5月22日         | 戏说台湾《双生口水王》                  | 周大通                     | |
| 2015年5月25日-6月12日         | 戏说台湾《忘魂水》                      | 万基                       | |
| 2015年9月14日-9月18日         | 戏说台湾《白马穴乱阴阳》                | 陈正贵                     | |
| 2015年11月9日-11月13日        | 戏说台湾《糊涂阴差点鸳鸯》              | 廖永贵                     | |
| 2015年11月30日-12月11日       | 戏说台湾《小琉球掠妖记》                | 李福生                     | |
| 2016年3月14日-3月18日         | 戏说台湾《阴阳命》                      | 萧天养                     | |
| 2016年5月23日-5月27日         | 戏说台湾《澎湖小福官》                  | 杨万水                     | |
| 2016年6月27日-7月1日          | 戏说台湾《歪头白元帅》                  | 刘清海                     | 歪头白元帅 第三单元 |
| 2017年2月20日                 | 《甘味人生》                            | 消防小隊長                 | 第409集 |
| 2017年3月13日-3月17日         | 戏说台湾《怪庄怪猫池王爷》              | 陈万财                     | |
| 2017年6月5日-6月9日           | 戏说台湾《活符挡煞》                    | 俊明                       | 第四季 |
| 2017年7月3日-7月7日           | 戏说台湾《尊王公借寿》                  | 黑龟                       | |
| 2017年9月11日-9月15日         | 戏说台湾《恶婆婆三告官》                | 吴天良                     | |
| 2017年10月16日-10月20日       | 戏说台湾《賣妻的土地公》                | 泰安                       | |
| 2018年2月19日-2月23日         | 戏说台湾《福德老爷迎灯排》              | 地水师                     | |
| 2018年5月21日-5月25日         | 戏说台湾《曹公门龙母》                  | 曹玉怀                     | |
| 2018年8月13日-8月24日         | 戏说台湾《媽祖渡情劫》                  | 王明輝                     | |
| 2018年10月29日-11月2日        | 戏说台湾《将军箭奇缘》                  | 张文兴                     | |
| 2019年3月4日-3月8日           | 戏说台湾《女陰差解命劫》                | 李坤龍                     | |
| 2019年8月5日-2019年8月16日    | 戏说台湾《艋舺田都元帥》                | 陳金財                     | |
| 2020年9月7日-2020年9月18日    | 戏说台湾《抓鬼門神》                    | 紅面                       | |
| 2021年1月4日-2021年1月15日    | 戲說台灣《毛蟹穴奇冤》                  | 阿風师                     | |
| 2021年4月19日-2022年4月30日   | 戲說台灣《白蓮聖母》                    | 李南山                     | |
| 2021年7月12日-2021年7月16日   | 戲說台灣《相會枉死城》                  | 莊坤樹                     | |
| 2021年10月11日-2021年10月22日 | 戲說台灣《白目眉渡鷹雄》                | 鷹雄                       | |
| 2022年3月7日-2022年3月18日    | 戲說台灣《瘟神再世》                    | 山本次郎                   | 編劇演員 |
| 2022年7月4日-2022年7月15日    | 戲說台灣《安平媽渡陰債》                | 蔡建順                     | |
| 2022年8月1日-2022年8月5日     | 戲說台灣《金鰍拚烏鱔》                  | 林清文                     | |
| 2022年8月8日-2022年8月19日    | 戲說台灣《天聾地啞鬥女訟師》            | 張進三                     | |
| 2022年9月12日-2022年10月7日   | 戲說台灣《少年關公，降肉！》            | 白帝                       | 二十週年旗艦大戲 |
| 2022年10月31日-2022年11月11日 | 戲說台灣《矮仔神吃雞腿》                | 邱文雄                     | |
| 2022年11月14日-2022年11月18日 | 戲說台灣《電母疼新婦》                  | 嘉謙                       | 友情客串 |
| 2022年12月19日-2022年12月30日 | 戲說台灣《醫神化鬼母冤》                | 侯金生                     | |
| 2023年4月3日-2023年4月14日    | 戲說台灣《雙生鯉魚王》                  | 紅鯉精 青鯉精 阿海         | |

### 民視
| 年份              | 劇名                                                    | 角色          | 備註             |
|                   | 人間劇場大輪迴《換心人》                                | 昇吉          |                  |
|                   | 人間劇場大輪迴《再一個蝴蝶夢》                          | 蘇水生        |                  |
|                   | 人間劇場大輪迴《一口會說話的甕》                        | 丁文彬        |                  |
|                   | 藍色水玲瓏 “陰陽有情天”系列《轉世情劫》                 | 阿順          |                  |
|                   | 藍色水玲瓏 “陰陽有情天”系列《紅木屐》                   | 王子強        |                  |
|                   | 藍色水玲瓏 “陰陽有情天”系列《陰妻作嫁》                 | 洪兩成        |                  |
| 2007年            | 藍色水玲瓏 “陰陽有情天”系列《向來生借命》               | 金大樹        |                  |
|                   | 藍色水玲瓏 “神秘記事簿”系列《瞎眼阿姑與小徒弟阿和系列》 | 吳耕和        |                  |
| 2007年            | 藍色水玲瓏 “神秘記事簿”系列《魚鱗鬼上身》               | 曾文亭        |                  |
|                   | 藍色水玲瓏 “神秘記事簿”系列《整鬼冠軍》                 | 王天頌        |                  |
| 2004年            | 新玫瑰瞳鈴眼《怪客》                                    | 耀輝          | 第61、62集       |
| 2004年            | 慾望人生                                                | 王志強        | 第120集          |
| 2005年3月21日     | 關鍵時刻《親情無價》                                    | 志龍          | 第123集          |
| 2005年1月7日-25日 | 關鍵時刻《愛恨陰陽界(上)(下)》                          | 章國華 鄭文清 | 第140集、第141集 |
| 2006年1月16日     | 關鍵時刻《真假公主(上)(下)》                            | 陳建安        | 第166、167集     |
| 2006年            | 關鍵時刻《命運悲歌》                                    | 陳昭文        | 第182集          |
| 2006年            | 關鍵時刻《遲來的正義》                                  | 阿忠          | 第187集          |
| 2006年10月16日    | 關鍵時刻《神秘炸彈客》                                  | 蔡家勇        | 第202集          |
| 2006年12月4日     | 關鍵時刻《手術刀下的陰謀》                              | 明安          | 第207集          |

### 八大第一台
| 年份           | 劇名                   | 角色          |
| 2003年6月15日  | 第一劇場《薄情郎》     | 林正賢        |
| 2003年7月13日  | 第一劇場《半生情緣》   | 陳文正        |
| 2003年9月28日  | 第一劇場《雙姝怨》     | 王金虎        |
| 2003年11月9日  | 第一劇場《觀音淚》     | 柯俊銘        |
| 2003年12月14日 | 第一劇場《驚魂計》     | 楊朝文        |
| 2004年1月4日   | 第一劇場《咒怨》       | 金文華        |
| 2004年3月21日  | 第一劇場《姐妹鍊》     | 彭國清        |
| 2004年7月25日  | 第一劇場《幽冥姻緣路》 | 李文華        |
| 2004年8月15日  | 第一劇場《陰陽眼》     | 嘉偉          |
| 2004年9月26日  | 第一劇場《引魂轎》     | 曹明雄        |
| 2004年11月7日  | 第一劇場《鬼情鬼義》   | 丁建明        |
| 2004年12月26日 | 第一劇場《紅頭繩》     | 鄭文彬        |
| 2005年2月27日  | 第一劇場《鬼面具》     | 志雄          |
| 2005年6月5日   | 第一劇場《畫中魂》     | 世明          |
| 2005年7月10日  | 第一劇場《奪命煞》     | 林志強        |
| 2005年10月16日 | 第一劇場《鬼井》       | 明鴻          |
| 2006年1月8日   | 第一劇場《續命燈》     | 賴文正        |
| 2006年3月12日  | 第一劇場《白葫蘆》     | 高漢宗        |
| 2006年3月19日  | 第一劇場《變調的家》   | 王源龍        |
| 2006年6月18日  | 第一劇場《鬼風箏》     | 正達          |
| 2006年9月24日  | 第一劇場《玲瓏財抓鬼》 | 吳添財        |
| 2006年11月5日  | 第一劇場《鬼鼓情人》   | 黃建興        |
| 2006年12月3日  | 第一劇場《陰陽鬼妻》   | 王阿泰        |
| 2007年1月14日  | 第一劇場《小鬼報大恩》 | 許世方        |
| 2007年3月4日   | 第一劇場《陰間情緣》   | 陸偉正        |
| 2007年3月18日  | 第一劇場《人面鬼心》   | 阿旺          |
| 2007年5月13日  | 第一劇場《死亡陰陽愛》 | 鄭明峰        |
| 2007年5月20日  | 第一劇場《鬼影恩怨》   | 劉文成 王志明 |
| 2007年5月27日  | 第一劇場《邪女恨》     | 廖嘉榮        |
| 2007年7月29日  | 第一劇場《蟾蜍咒》     | 林博文        |
| 2007年9月16日  | 第一劇場《鬼提親》     | 馬清才        |
| 2007年10月28日 | 第一劇場《鬼藝旦》     | 楊天保        |
| 2008年5月4日   | 第一劇場《鬼鍊》       | 謝俊賢        |
| 2008年8月10日  | 第一劇場《鬼煙》       | 林金川        |
| 2008年9月14日  | 第一劇場《鬼拼鬼》     | 陸七          |
| 2008年11月16日 | 第一劇場《鬼磨石》     | 趙天生        |

### 台視
| 年份   | 劇名                            | 角色     | 備註 |
| 1999年 | 《台灣廖添丁》                  |          | 登場集數 第27集:圍觀民眾 第35集:買米客人、貧民區百姓 第43集-第46集:小金土三郎的手下 第47集:排隊買豆腐的客人 第48-49集:鄉親 第51集:賭客 第52集:抓連枝的日本警察 |
|        | 新法中情《換妻遊戲》            | 陳勝利   | |
|        | 玫瑰瞳鈴眼《鬼手按摩》          | 謝永裕   | |
|        | 玫瑰瞳鈴眼《美女的真相》        | 張亞倫   | |
| 2008年 | 《懷玉傳奇 千金媽祖》           | 冰水蛙神 | |
| 2010年 | 《嘉慶君遊台灣》第2單元：嘉義村 | 楊天賜   | |
| 2012年 | 《巔峰時代》                    | 廖慶隆   | |
| 2014年 | 《艋舺的女人》                  | 邱志龍   | |
| 2017年 | 《牡丹花開》                    | 家明     | |

### 其他
| 年份   | 頻道       | 劇名                                    | 角色   |
| 2000年 | 八大戲劇台 | 鬼屋傳奇 - 將軍令                       | 詹其鈞 |
|        | 中視       | 大巡按蕃薯官 第五十三單元《死忠兼換帖》 | 衙役   |
|        | 中天       | 台灣變態檔案《殺夫日記》                | 簡永峰 |
|        | 中天       | 台灣變態檔案《變態女教師》              | 賴宏達 |
|        | 中天       | 台灣變態檔案《魔女的替身》              | 洪文傑 |
|        | 中天       | 台灣變態檔案《刀片之狼》                | 許國強 |
|        | 中天       | 台灣變態檔案《順手牽羊狂》              | 宋俊傑 |

## MV
| 年份   | 歌手   | 專輯       | 歌曲         | 導演   |
| 2000年 | 任賢齊 | 為愛走天涯 | 《橘子香水》 | 任賢齊 |

## 綜藝
常上靈異節目說鬼故事。
- 《愛喲我的媽》
- 《來自星星的事》(《愛喲我的媽》改版節目)

## 外部連結
- 簡家瑋本人的Facebook專頁
- 簡家瑋的Facebook專頁
- 超帥氣的簡家瑋粉絲後援會的Facebook專頁
- YouTube上的簡家瑋本人頻道